# You'll Be Alright, Kid
You'll Be Alright, Kid é o álbum de estúdio de estreia do cantor e compositor norte-americano Alex Warren, o álbum foi lançado no dia 18 de julho de 2025, pela Atlantic Records. O álbum serve como uma continuação de seu EP de 2024, "You'll Be Alright, Kid (Chapter 1)", expandindo seus temas e adicionando 10 novas faixas para criar uma coletânea de 21 músicas.

## Lançamento e divulgação
Em 26 de setembro de 2024, um extended play de dez faixas, "You'll Be Alright, Kid (Chapter 1)", foi lançado como precursor de "You'll Be Alright, Kid". O EP obteve certificações de ouro da British Phonographic Industry, Music Canada e NVPI.
Em 7 de fevereiro de 2025, "Ordinary" foi lançada como o single principal de "You'll Be Alright, Kid". Ela também foi incluída na reedição digital de "You'll Be Alright, Kid (Chapter 1)". A música foi certificada platina pela Australian Recording Industry Association, British Phonographic Industry e Recorded Music New Zealand. O segundo single do álbum, "Bloodline", uma colaboração com Jelly Roll, foi lançado em 22 de maio de 2025.

## Desempenho comercial
O extended play, "You'll Be Alright Kid (Chapter 1)", estreou na 62ª posição na Billboard 200, mais tarde atingindo o pico na 13ª posição. O EP também alcançou a 3ª posição nas paradas Canadian Albums, a 9ª na UK Albums e a 38ª na Italy Albums. O single principal, "Ordinary", chegou ao topo de várias paradas, incluindo a Billboard Hot 100, Canadian Hot 100 e Global 200. "Bloodline" atingiu a 32ª posição na Billboard Hot 100 e a 19ª na Global 200.